# Wolfgang Rehner

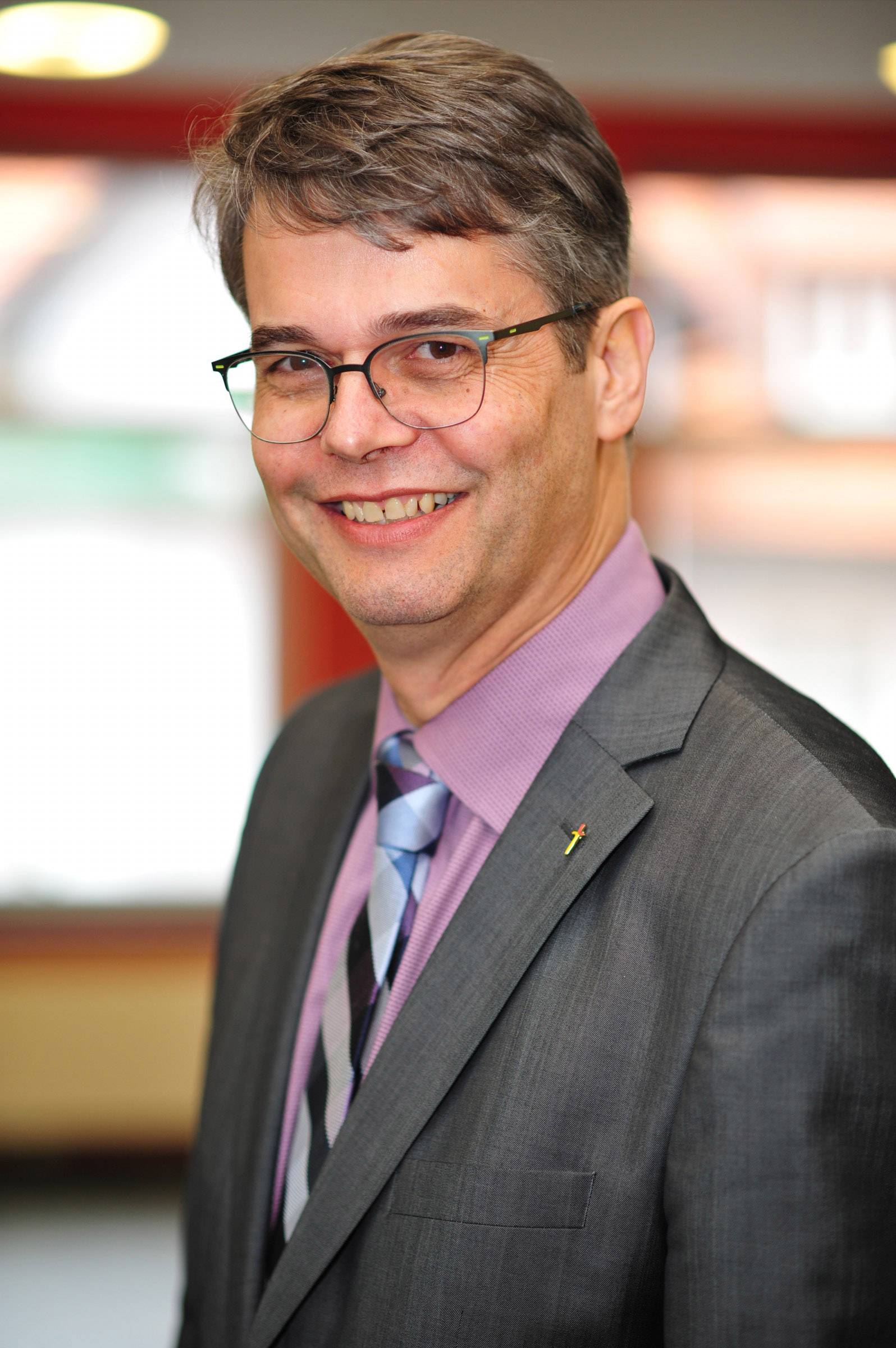
Wolfgang Rehner (2018)

Wolfgang Rehner (* 1962 in Hermannstadt, Siebenbürgen) ist ein evangelisch-lutherischer Pfarrer und seit 1. September 2018 Superintendent der Evangelischen Superintendentur A. B. Steiermark.

## Leben
Wolfgang Rehner studierte in Hermannstadt Theologie. Nach dem Vikariat und der Ordination 1986 übernahm er die Diasporapfarrstelle in Bistrița (Bistritz) in Rumänien, später wechselte er nach Cârța (Kerz). 1996 kam er in die steirische Pfarrgemeinde Ramsau und war von 2014 bis zu seiner Wahl als Superintendent der Steiermark 2018 amtsführender Pfarrer der Evangelischen Pfarrgemeinde Salzburg Nördlicher Flachgau.
Im März 2018 wurde Rehner zum Nachfolger von Hermann Miklas als Superintendent der Evangelischen Superintendentur A. B. Steiermark. gewählt. Er ist damit der siebente Superintendent der Steiermark und seit 1. September 2018 im Amt. Am 23. September 2018 wurde er von Bischof Michael Bünker in sein Amt eingeführt.
Rehner ist verheiratet und Vater von drei Kindern. Seine Großmutter stammt aus Graz, als junge Frau wanderte sie nach Siebenbürgen aus.